# エリザベス (映画)
『エリザベス』（Elizabeth）は、1998年に公開されたイギリスの歴史映画。監督はシェカール・カプール、出演はケイト・ブランシェットとジョセフ・ファインズなど。エリザベス1世の前半生の人生を描く。
第71回アカデミー賞では作品賞を始めとする7部門にノミネートされ、メイクアップ賞を受賞。2007年に同じ監督・主演で続編『エリザベス:ゴールデン・エイジ』も公開された。

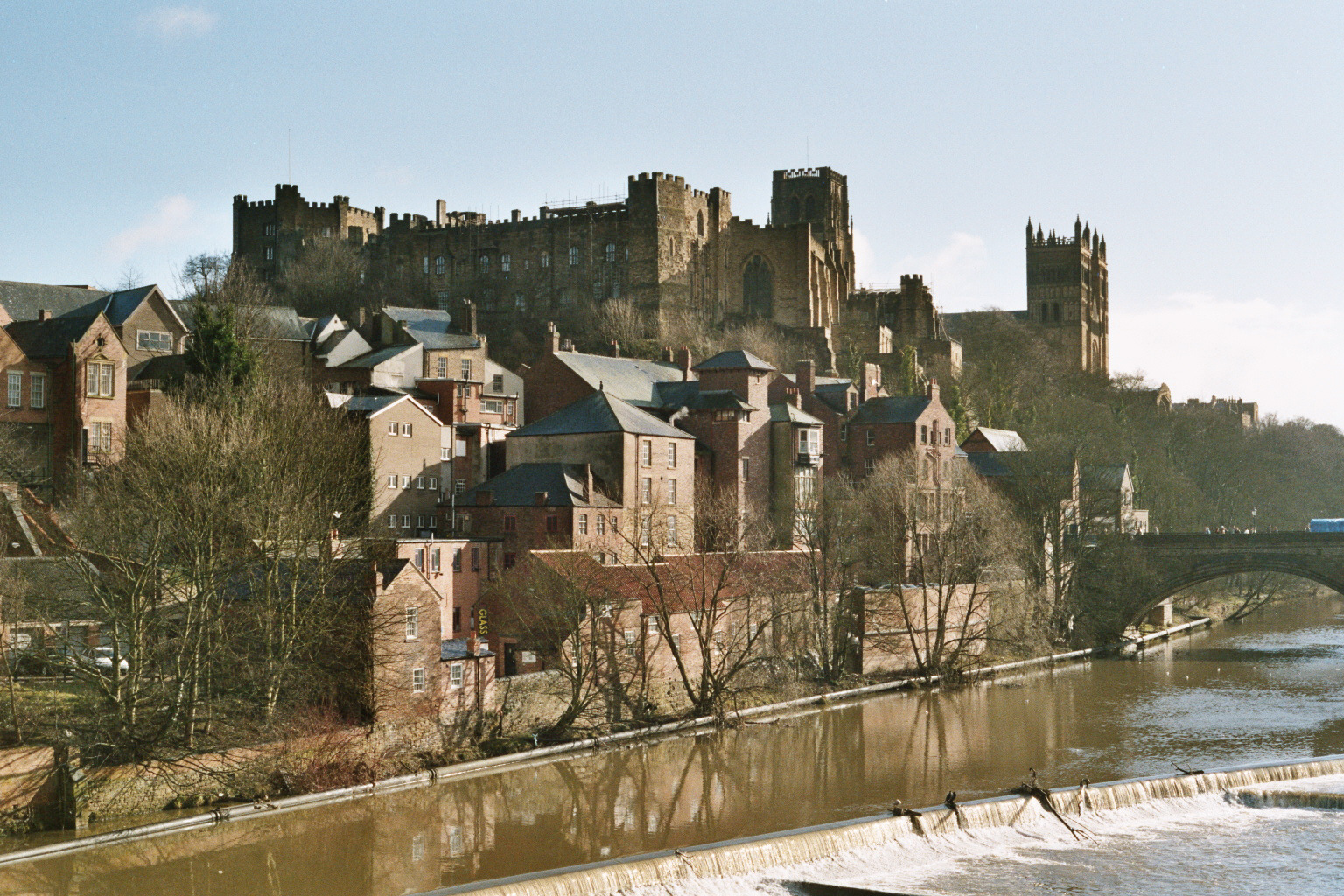
映画の撮影に使われたダラム城とダラム大聖堂

## ストーリー
ヘンリー8世がカトリックを捨て、新教である国教会を打ち立てたことで国内外に新旧の宗教抗争がくすぶる16世紀のイングランド。父王の遺志を汲みプロテスタントであったエリザベスは、カトリックの異母姉メアリー女王にロンドン塔に幽閉されてしまうが、メアリーの病死の後を受けて25歳でイングランド女王に即位する。ロバート・ダドリーと恋愛関係にあったエリザベスに重臣ウィリアム・セシルは、アンジュー公(後のフランス王・アンリ3世）やスペイン王との結婚で、国の難局をのりきることを進言する。だがエリザベスは、政略結婚に活路を見出すことはできなかった。イングランドの国としての状態は決してかんばしくはなく、縁戚関係にもある隣国スコットランドとの戦争にも敗れてしまう。エリザベスは、大陸より帰還したプロテスタントのフランシス・ウォルシンガムを重用し、イングランドを新教である国教会を中心におくことを宣言する。ローマ教皇やカトリック列強国がこれを黙って認めるわけもなく、イングランドを取り巻く状況はより一層、緊迫し、エリザベスの暗殺未遂事件まで起る。形勢を立て直すため、ウォルシンガムはまず、カトリック側と意を通じているスコットランドの施政者メアリ・オブ・ギーズを暗殺する。カトリックの国内貴族ノーフォーク卿は教皇を後ろ盾としてエリザベスを潰しに出ようとしていたが、エリザベスは先んじて主だったカトリック派を一気に捕縛して処刑する。ロバートとの愛に破れたエリザベスは髪を切り、国家と結婚すると誓うのだった。

## キャスト
| 役名                       | 俳優                         | 日本語吹替 |
| -------------------------- | ---------------------------- | ---------- |
| エリザベス1世              | ケイト・ブランシェット       | 高畑淳子   |
| ロバート・ダドリー         | ジョセフ・ファインズ         | 大塚芳忠   |
| フランシス・ウォルシンガム | ジェフリー・ラッシュ         | 勝部演之   |
| ノーフォーク公             | クリストファー・エクルストン | 谷口節     |
| ウィリアム・セシル         | リチャード・アッテンボロー   | 中庸助     |
| アランデル伯               | エドワード・ハードウィック   | 岩田安生   |
| メアリ・オブ・ギーズ       | ファニー・アルダン           | 沢田敏子   |
| アンジュー公               | ヴァンサン・カッセル         | 田原アルノ |
| ローマ教皇                 | ジョン・ギールグッド         | 丸山詠二   |
| ジョン・バラード           | ダニエル・クレイグ           | 坂口賢一   |
| 侍女カット・アシュレー     | エミリー・モーティマー       | 浜野ゆうき |
| イザベル・ノリス           | ケリー・マクドナルド         | 児玉孝子   |
| メアリー1世                | キャシー・バーク             | 立石凉子   |
| フランス大使ド・フォア     | エリック・カントナ           | 中村秀利   |
| スペイン大使アルヴァロ     | ジェームズ・フレイン         | 石塚運昇   |
| ガーディナー司教           | テレンス・リグビー           | 品川徹     |
| サセックス伯               | ジェイミー・フォアマン       | 稲葉実     |
| チェンバレン               | ピーター・ストックブリッジ   | 西川幾雄   |
| サー・トーマス・エリオット | ケニー・ドーティ             | 真殿光昭   |
| ワッド財務大臣             | アンガス・ディートン         | 遠藤純一   |
| レティス・ハワード         | アマンダ・ライアン           | 深水由美   |

## 実話との相違点
- メアリー女王は、妊娠ではなく腫瘍と気付いてから直ぐに亡くなったように描かれているが、実際はその後、数年は生きていた。またこの時点では、エリザベスは既に幽閉を解かれていた。
- ロバート・ダドリーは、ノーフォーク公と共に裏切ったように描かれているが実際にはそのような事はなく、エリザベス女王に処刑されそうになったこともなく、死ぬまで2人は親しかった。またエリザベス女王はロバート1人を愛していたように描かれているが、実際は他にも複数の愛人と情事を楽しんでいた。
- 母のアン・ブーリンが、宗教的な理由で殺されたように描かれているが、実際は浮気の罪であり、多くの歴史家からは冤罪だったとされている。
- バージンのイメージで、白い化粧をしたことになっているが、実際は子供の時の水疱瘡で出来た瘢痕を隠す為であった。
- エリザベスは国家と共に生きる為に、独身を決意したように描いているが、実際には後年も他国の国王や貴族との結婚を真剣に考えていた。
- ロバート・ダドリーが妻帯者と知って驚くことになっているが、実際にはエリザベス女王は既に彼に妻がいることは知っていた。またその妻は、階段から落ちて亡くなっており、ロバートが自由の身になる為に突き落とされたからでは無いかと考えられている。
- メアリ・オブ・ギーズはフランシス・ウォルシンガムに暗殺されたように描かれているが、実際には彼女は水腫で死亡しており、彼女の死んだときにアンジュー公はまだ6歳の子供であった。アンジュー公やフェリペ2世が求婚したのは、20年後のことである。
- ウィリアム・セシルは実際は、エリザベス女王よりも13歳しか歳は変わらなかったので、年代的には30代であった。またエリザベス女王に隠居させられたように描かれているが、史実では女王の晩年まで仕えた。

## 作品の評価

### 映画批評家によるレビュー
Rotten Tomatoesによれば、63件の評論のうち高評価は83%にあたる52件で、平均点は10点満点中7.3点、批評家の一致した見解は「単なる歴史ドラマではなく、『エリザベス』は英国王室の政治の核心に迫る濃厚なサスペンスであり、ケイト・ブランシェットのいつもの名演技が光っている。」となっている。
Metacriticによれば、30件の評論のうち、高評価は25件、賛否混在は4件、低評価は1件で、平均点は100点満点中75点となっている。

### 受賞歴
- 第71回アカデミー賞
  - メイクアップ賞（ジェニー・シャーコア（英語版））
- 第56回ゴールデングローブ賞
  - 主演女優賞（ドラマ部門）（ケイト・ブランシェット）
- 第52回英国アカデミー賞（英語版）
  - 主演女優賞（ケイト・ブランシェット）
  - 作曲賞（デヴィッド・ハーシュフェルダー）
  - 撮影賞（レミ・アデファラシン）
  - メイクアップ&ヘアー賞（英語版）
  - 英国作品賞
- 第4回放送映画批評家協会賞（英語版）
  - トップ10作品
  - 主演女優賞（英語版）（ケイト・ブランシェット）
  - ブレイクスルー賞（ジョセフ・ファインズ） ※『恋におちたシェイクスピア』に対しても